# 聖伯多祿華蓋
聖伯多祿華蓋（義大利語：Baldacchino di San Pietro），又稱貝尼尼祭壇（L'Altare di Bernini）是一座大型巴洛克風格青銅雕塑頂罩，技術上稱為聖體盒或華蓋，矗立於梵蒂岡聖伯多祿大殿的主祭壇之上。
這座華蓋座落於教堂十字形平面的交匯點中央，正好在大殿穹頂下方，由意大利藝術家吉安·洛倫佐·貝爾尼尼設計，象徵性地標示聖伯多祿安葬的地點。聖伯多祿大殿的主祭壇便設於這座華蓋之下。
這項作品由教宗烏爾巴諾八世委託建造，工程自1623年動工，至1634年完工。華蓋本身體量龐大，成為整座大殿的視覺焦點，其設計亦有助於在建築的巨大尺度與主持祭儀的神職人員之間形成視覺上的過渡與連繫。

## 象徵
這座建築的形式是對傳統聖體龕或教堂祭壇帳篷的巴洛克風格重塑。這類結構常見於歷史悠久的教堂，用以突顯神聖空間或標示祭壇的神聖性。羅馬舊聖伯多祿大殿過去亦設有聖體龕，如同多數主要教堂。貝尼尼的前任建築師卡洛·馬代爾諾在不到十年前便曾提出一個設計草案，同樣採用螺旋形的所羅門柱。
這座華蓋的設計或許更具象徵性，融合喪葬靈柩台的意象，以呼應聖伯多祿的殉道地位，同時亦受到傳統布製華蓋的啟發。這類華蓋常在教宗於重要聖日出巡時高舉於其上方，象徵教宗作為聖伯多祿繼承人的身份地位。事實上，以華蓋標誌聖伯多祿墓地的構思並非貝尼尼首創，此前已有其他以柱子構成的紀念結構豎立於此地。
在舊大殿中，主祭壇前設有一道屏障，由來自公元2世紀的所羅門柱支撐，據說由君士坦丁大帝自「希臘」運回（這些柱子確實為希臘大理石製）。到了中世紀，普遍相信這些柱子出自耶路撒冷聖殿，因此「所羅門柱」的名稱不但流傳下來，亦令這種螺旋形柱式成為聖地建築中極具威望的象徵。現存原柱中，有八根以對稱方式嵌置於華蓋左右的石柱半高處。

## 描述和歷史

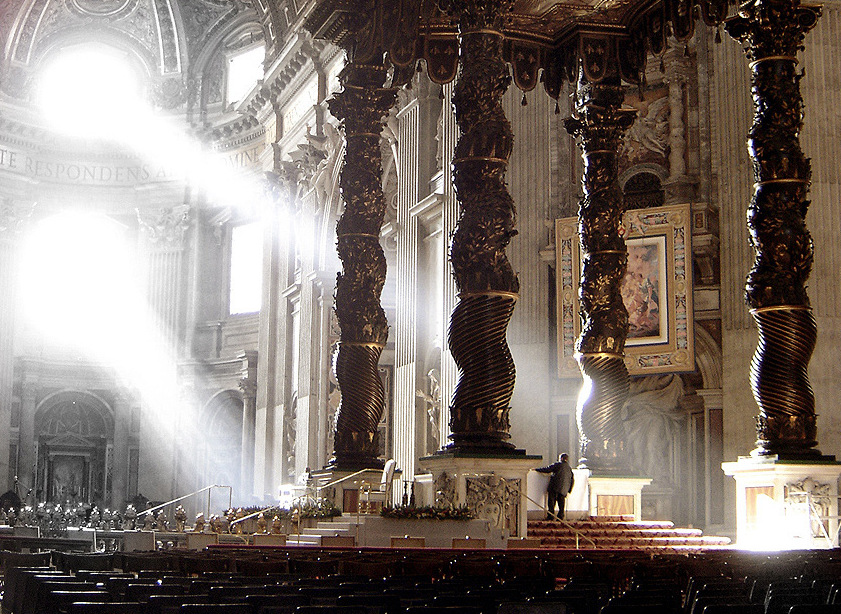
位於陽台上方的舊所羅門柱（畫面右上、靠牆）

這座鍍金銅製華蓋是貝尼尼首次將雕塑與建築融合的代表作，開創巴洛克教堂室內設計的新風格。整體結構由四根螺旋形立柱支撐，每根立柱座落於高聳的大理石基座之上。柱子撐起的華蓋檐口在每面中央略為內凹，其上站立四尊巨型天使，大小約為真人兩倍，他們背後升起四道大型渦卷，托起第二層小檐口，最上方則支撐著一枚鍍金的球體與十字架，象徵基督教救贖世界的信念。
這四根柱子高達20米（約66呎），每根柱子的柱基與柱頭為獨立鑄造，柱身則分為三段成型。柱子的設計靈感來自舊聖伯多祿大殿內較小型的螺旋柱，相傳是君士坦丁大帝從耶路撒冷的所羅門聖殿帶來羅馬，這些柱子也因此獲得「所羅門柱」之名。檐口下垂掛著仿效教宗華蓋的褶邊與流蘇，整體裝飾更飾以教宗烏爾班八世家族——巴貝里尼家族的象徵，包括蜜蜂與月桂葉等。在華蓋下方、教宗主持儀式之正上方，一輪放射狀的太陽圖案象徵聖神，亦延續巴貝里尼的象徵語言。

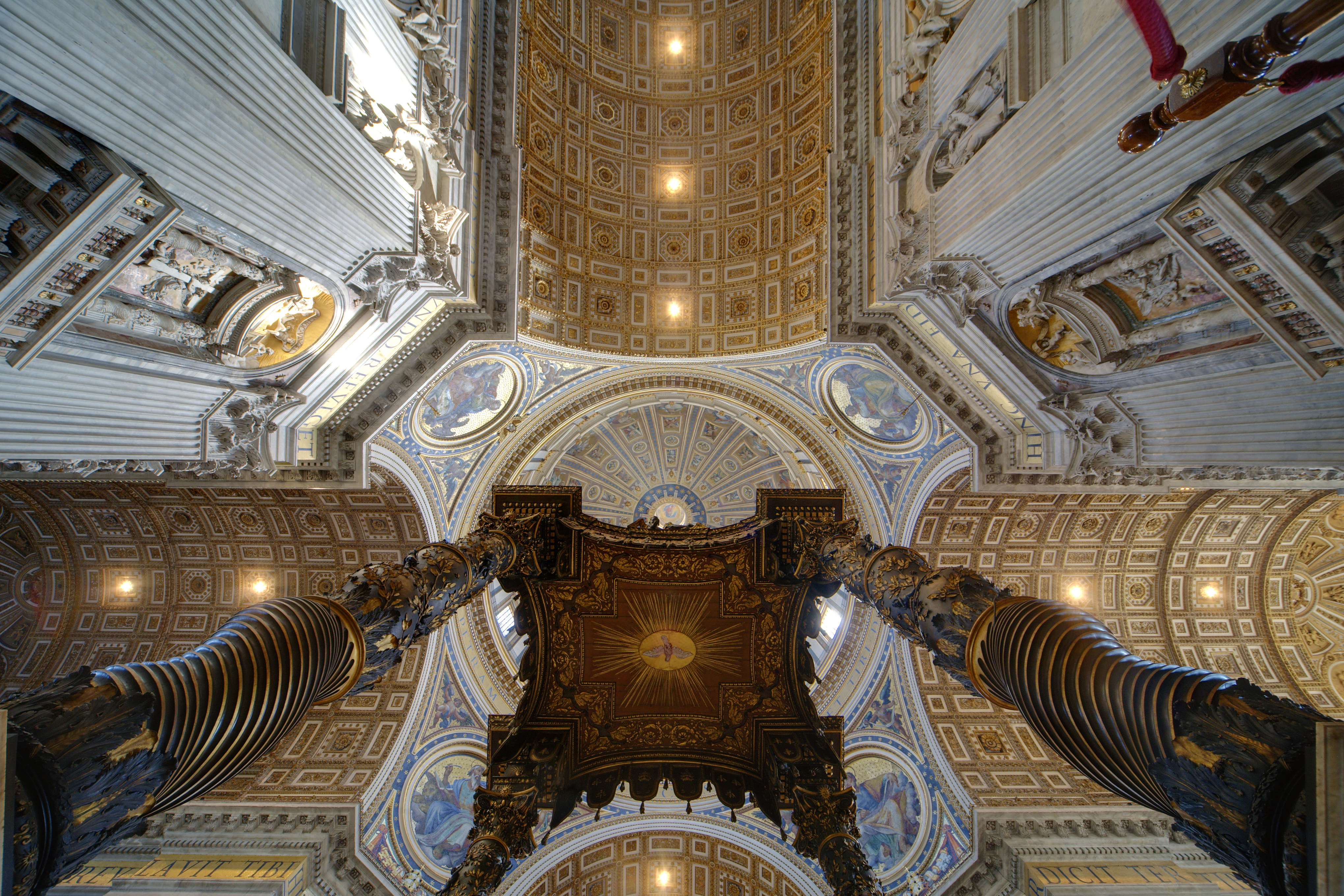
由華蓋下仰望，便可見到象徵聖神的圖像置於光芒四射的太陽中心。

然而，這座建築的銅料來源在當時引起爭議，因不少人認為這些銅取自萬神殿的屋頂或門廊。但根據教宗的財政記錄，萬神殿的銅有九成實際用來鑄造大砲，而華蓋所用材料則來自威尼斯。有匿名者把一句諷刺詩貼在納沃納廣場的帕斯魁諾像上，寫道：「胡騎蠻兒猶避此，巴家子弟竟能為。」（拉丁原句：Quod non fecerunt barbari, fecerunt Barberini）。
當時，貝尼尼與後來的對手弗朗切斯科·博羅米尼尚未反目，兩人曾合作無間，博羅米尼負責繪製設計圖，亦有可能參與構思設計。參與雕飾工程的藝術家還包括貝尼尼的父親彼得·貝尼尼、兄長路易吉·貝尼尼，以及斯特法諾·馬代爾諾、弗朗索瓦·杜凱努瓦、安德烈亞·博爾吉與朱利亞諾·菲內利等多位雕塑家。
不過，貝尼尼當時仍面對一項難題未能解決。在傳統拉丁十字教堂中，主祭壇應設於聖所終端，即教堂的最東端，但聖伯多祿大殿的祭壇卻位於中央交叉處。為保留主祭壇位於聖伯多祿墓上方的設計，同時回應禮儀傳統，貝尼尼構思出一個整體視覺設計：他於1657至1666年間在聖所後方完成聖伯多祿寶座，令教友從中殿望向寶座時，可見祭壇由華蓋標示，再與後方寶座相連，在視覺上把聖伯多祿的墓地、寶座象徵，以及現任教宗主持儀式的景象融為一體，營造出象徵與歷史的連結。

## 基座與巴貝里尼家族的紋章

巴貝里尼家族紋章

支撐貝尼尼華蓋的四根螺旋柱底部，各立於四座大理石基座之上。每座基座的兩側均雕有巴貝里尼家族的盾徽，共計八面，這組看似雷同的家族徽記，在藝術史上卻構成一段敘事主題，歷來備受學者與評論家關注。
盾徽中央為巴貝里尼家族的標誌——三隻蜜蜂。每面盾徽上方飾以一位女性頭像，下方則為一名薩堤爾，即古典神話中的山林男神。盾徽之上冠有教宗三重冕及交叉的聖伯多祿鑰，象徵教宗權威。雖然這八面盾徽在構圖上幾乎一致，若自正面左側開始依序觀察，便能察覺其微妙的變化：女性面容由平靜逐步轉為痛苦扭曲，直至第六面達至分娩高峰，最後兩面則逐漸回復平靜。在第八面中，女性頭像被一張展露笑容、長著翅膀的小天使頭像所取代，象徵新生命的誕生。
這組徽記寓意被廣泛解讀為一場分娩歷程的隱喻。如藝術史學者G.J.維特科夫斯基所述：
「故事始於左前方的女性面龐；她的表情漸漸收緊；接下來的幾面中，其面部特徵歷經一連串愈發劇烈的痙攣與扭曲。髮絲逐漸凌亂；原本尚稱鎮定的雙眼變得驚懼而失神；緊閉的雙唇張開，最終如實呈現一聲尖叫……最終分娩完成：腹部回縮，母親的頭像消失，取而代之的是一名笑容可掬、捲髮飛揚的嬰兒頭像，在不變的教宗徽記下綻放。」
對於這段在天主教最神聖場所之一——聖伯多祿墓穴上方所呈現的坦率象徵，學界長久以來有不同解釋。部分學者主張，這是對教宗職責艱鉅及教會在世俗世界中所面臨考驗的藝術隱喻。另有傳說稱，這象徵教宗烏爾巴諾八世一名姪女的難產經歷，教宗遂發願於聖伯多祿大殿建祭壇，感謝順產之恩。更激進的解讀則認為，這是貝尼尼針對教宗拒認其姪子塔代奧·巴貝里尼令其學生之姊誕下私生子的隱晦報復。
這段以家族徽記構成的分娩敘事，曾贏得蘇聯導演謝爾蓋·愛森斯坦的高度讚譽。他在1930年代撰寫的〈蒙太奇與建築〉一文中，稱此為「貝尼尼大師最為壯觀的藝術構成之一」，更形容八面盾徽如「八個鏡頭，八場蒙太奇場景，共同編排出完整的視覺劇情」。

## 伸延閱讀
- Lavin, Irving.  (PDF) （英语）.
- Lavin, Irving. . New York: New York University Press. 1968 （英语）.
- Richardson, C. M. . Art History. 2019. doi:10.1111/1467-8365.12467 （英语）.

## 外部鏈接
- 網路藝廊
- 基座上的盾徽
- 维基共享资源上的相關多媒體資源：聖伯多祿華蓋